# بوشیسم

جورج دبلیو بوش در یک سخنرانی در یک کنفرانس مطبوعاتی در اکتبر ۲۰۰۷

بوشیسم (به انگلیسی: Bushism) به اظهارات نامتعارف، عبارات، تلفظ‌ها، و اشتباهات معنایی یا زبانی در صحبت‌های علنی چهل و سومین رئیس‌جمهور ایالات متحده جورج دبلیو بوش گفته می‌شود. اصطلاح بوشیسم به بخشی از فرهنگ عاميانه تبدیل شده‌است و بر پایه آن تعدادی از وبگاه‌ها و کتاب‌های مختلف منتشر شده‌است. از این عبارات بیش‌تر برای کاریکاتور کردن رئیس‌جمهور سابق استفاده می‌شود.

## مثال‌ها

### عمومی
- «من فکر می‌کنم ما با هم موافق هستیم، گذشته به پایان رسیده‌است.»[۲][۳] - پیتزبورگ، پنسیلوانیا، در ملاقات با جان مک کین؛ ۱۰ مه ۲۰۰۰
- "آنها مرا misunderestimated."[۴] – بنتونویل، آرکانزاس؛ ۶ نوامبر ۲۰۰۰
- «من می‌دانم که انسان و ماهی می‌توانند در کنار هم زندگی مسالمت‌آمیزی داشته باشند.» – ساگیناو، میشیگان، ۲۹ سپتامبر ۲۰۰۰، در حالی که تلاش می‌کرد به جامعه تجاری اطمینان دهد که او از تخریب سدها برای محافظت از گونه‌های ماهی در معرض خطر حمایت نمی‌کند.[۵]
- "یک جمله قدیمی در تنسی وجود دارد - من می‌دانم که در تگزاس است، احتمالاً در تنسی است - که می‌گوید ،" یک بار گولم زدی، شرم بر… شرم بر تو. گولم بزنی - دیگر نمی‌توانی گول بزنی. '"[۶] – نشویل، تنسی؛ ۱۷ سپتامبر ۲۰۰۲. ضرب‌المثل درست این است که «یک بار من را گول‌زدی، شرم بر تو باد؛ دو بار من را گول‌زدی، شرم بر من»[۷]
- "بیش از حد بسیاری از دکترهای خوب دارند از چرخه خارج می‌شوند. بسیاری از دکترهای زنان نمی‌توانند عشق خود را با زنان در این کشور تمرین کنند. "[۸] – صنوبر بلوف، میسوری؛ ۶ سپتامبر ۲۰۰۴
- «من قصد دارم مردم را به جای خود قرار دهم، بنابراین وقتی تاریخ این دولت نوشته می‌شود حداقل صدایی اقتدارگرا وجود دارد که دقیقاً می‌گوید چه اتفاقی افتاده‌است.»[۹] (با اعلام اینکه کتابی دربارهٔ "۱۲ سختگیرانه تصمیمی" که باید بگیرد می نویسد) .)
- "ببینید، در شغل من، شما مجبور بودید مرتباً بارها و بارها همه چیز را تکرار کنید تا حقیقت جا بیفتد، و به نوعی منجنیق پروپاگاندا شود."[۱۰]

### امور خارجه
- - "دیروز، شما به خاطر نداشتن استعداد من هنگام رقص توجه کردید. اما با این وجود می‌خواهم شما بدانید که من از شادی رقصیدم؛ و بدون شک لیبریا دوران بسیار دشواری را پشت سر گذاشته‌است."- صحبت با رئیس‌جمهور لیبریا، واشینگتن دی سی، ۲۲ اکتبر ۲۰۰۸
- "این هنوز یک دنیای خطرناک است. این یک دنیای دیوانه و عدم اطمینان و ضررهای روحی بالقوه است." ژانویه ۲۰۰۰، در یک سخنرانی عمومی در خارج از چارلستون، کارولینای جنوبی.[۱۱] به گزارش فایننشال تایمز، عبارت "ضررهای روحی" جمعیت را گیج کرد، گرچه به نظر می‌رسید از فاصله زیادی منظور "پرتاب موشک" باشد.
- "دشمنان ما مبتکر و مدبر هستند و ما نیز همین کار را می‌کنیم. آنها هرگز از فکر کردن در مورد راه‌های جدید آسیب رساندن به کشور و مردم ما دست برنمی‌دارند و ما نیز همین کار را می‌کنیم. "[۱۰][۱۲]
- "من به شما می‌گویم دشمنانی وجود دارند که دوست دارند بارها به آمریکا، آمریکایی‌ها حمله کند. این واقعیت جهان است؛ و آرزوی بهترین‌ها را برای آنها دارم. " - واشینگتن، دی سی، ۱۲ ژانویه 2009[۱۳]
- «من فقط می‌خواهم شما بدانید که، وقتی ما در مورد جنگ صحبت می‌کنیم، ما در واقع در مورد صلح صحبت می‌کنیم.»[۱۴]
- "ببینید ملت‌های آزاد، ملت‌های صلح‌جو هستند. ملت‌های آزاد به یکدیگر حمله نمی‌کنند. ملت‌های آزاد سلاح‌های کشتار جمعی تولید نمی‌کنند. "[۱۵]

### اقتصاد
- در ژانویه ۲۰۰۰، درست قبل از آغاز انتخابات نیوهمپشایر، بوش اعضای اتاق بازرگانی ناشوا را به چالش کشید تا خود را به عنوان یک مادر مجرد تصور کنند که "برای تهیه غذا به خانواده شما سخت کار می‌کنند".
- "شما سه شغل کار می‌کنید؟... چقدر آمریکایی! منظورم این است که این فوق‌العاده است که شما این کار را می‌کنید." -اوماها، نبراسکا، ۴ فوریه 2005[۱۶][۱۷]